# 서하천 (울산)
서하천(西河川)은 울산광역시 울주군 두서면 서하리의 인보저수지에서 발원하여 울산광역시 울주군 두서면에서 대곡천의 지류인 구량천으로 흘러드는 강이다. 지류로는 인보천이 있다.다음 지도에서는 마병천이라고 표기되어 있다.

## 교량
- 서하천의 교량은 산천교, 서하교 (국도 제35호선), 마병교 등이 있다.

## 같이 보기
- 구량천
- 서하천전로
- 선필로